# Aristotelia roseosuffusella
Aristotelia roseosuffusella is een vlinder uit de familie van de tastermotten (Gelechiidae). De wetenschappelijke naam van de soort is, als Gelechia roseosuffusella, voor het eerst geldig gepubliceerd in 1860 door Clemens.